# Heinrich Hartmann von Rotenhan
Heinrich Hartmann Freiherr von Rotenhan, zu Merzbach (* 1671; † 29. Mai 1736) aus dem Adelsgeschlecht Rotenhan war Beamter im Hochstift Bamberg.

## Leben
Von Rotenhan war der Sohn des bambergischen Oberkämmeres Georg Wolfgang von Rotenhan, zu Merzbach (1615–1695) und dessen Ehefrau Magarethe Susanne geborene von Neuhausen. Sein ältester Bruder Georg Wolfgang (1654–1687) wurde 1665 Kanoniker in Bamberg und 1666 in Würzburg, starb aber vor dem Vater. Ein anderer Bruder Joachim Ignatz von Rotenhan (1662–1736) wurde Erbe des elterlichen Vermögens und Oberamtmann im Amt Zeil.
Heinrich Hartmann von Rotenhan wurde 1684 Domherr in Bamberg und war vom 27. Mai 1687 bis 14. Juli 1714 Domherr in Würzburg. Er wurde geheimer Rat beider Hochstifte und wurde am 8. Juni 1715 zum Regierungspräsidenten im Hochstift Bamberg ernannt. Er war auch Hofrats- und Kanzlei-Präsident und Präsident des Juliusspitals.